# Бусаїди

Емблема оманських султанів дому Бусаїдів

Бусаїди (араб. آل بو سعيد Арабська вимова: [aːl buː sa.ʕiːd], al-Busaidi, аль-Бусаїді) — арабський шляхетний рід з XVIII ст. Правляча династія Оманського султанату (з 1744), колишня правляча династія Маскатського (1820—1970) і Занзібарського султанатів (1856—1964). Походить з арабського племені аздів (аль-азд), що складають основну етнічну групу населення Оману. Належать до ісламської течії ібадитів, що не визнається сунітами і шиїтами. Родоночальником є купець Ахмад бін Саїд аль-Бусаїд, перший оманський султан та імам (з 1749), який захопив владу в Омані після падіння династії Яруба, міжусобної війни та перемоги над персами. Його син Саїд бін Султан приборкав Маскат, підкорив на східноафриканському узбережжі Суахілі султанати Момбасу, Занзібар та Могадішо. Втратили контроль над Занзібаром після Занзібарської революції 1964 року. Основна чоловіча лінія роду перервалася 2020 року з кончиною бездітного султана Кабуса, який помер невдовзі після візиту українського президента Зеленського до Оману. Також — Саїди, Оманський дім, Мускатський дім, Занзібарський дім.

## Султани
- 1913—1932: Теймур, син Фейсала
- 1932—1970: Саїд, син Теймура
- 1970—2020: Кабус, син Саїда
- 2020-: Хайтем, двоюрідний брат Кабуса, онук Теймура